# USS Arizona (SSN-803)
| «Аризона»                  | «Аризона»                                                                    | «Аризона»                                                                    |
| -------------------------- | ---------------------------------------------------------------------------- | ---------------------------------------------------------------------------- |
| USS Arizona (SSN-803)      |                                                                              |                                                                              |
|                            |                                                                              |                                                                              |
|                            |                                                                              |                                                                              |
| Під прапором               | США                                                                          | США                                                                          |
| Сучасний статус            | Замовлений                                                                   | Замовлений                                                                   |
| Проєкт                     |                                                                              |                                                                              |
| Тип ПЧ                     | Підводний човен атомний багатоцільовий з ракетами крилатими типу «Вірджинія» | Підводний човен атомний багатоцільовий з ракетами крилатими типу «Вірджинія» |
| Вартість                   | $1,8−2,5 млрд                                                                | $1,8−2,5 млрд                                                                |
| Основні характеристики     |                                                                              |                                                                              |
| Швидкість (надводна)       | вузлів (км/год)                                                              | вузлів (км/год)                                                              |
| Швидкість (підводна)       | 25-34 вузлів (46- 62км/год)                                                  | 25-34 вузлів (46- 62км/год)                                                  |
| Робоча глибина занурення   | 240 м                                                                        | 240 м                                                                        |
| Гранична глибина занурення | 500 м                                                                        | 500 м                                                                        |
| Автономність плавання      | діб                                                                          | діб                                                                          |
| Екіпаж                     | 100—120 осіб                                                                 | 100—120 осіб                                                                 |
| Розміри                    |                                                                              |                                                                              |
| Довжина найбільша (по КВЛ) | 114,9 м                                                                      | 114,9 м                                                                      |
| Ширина корпусу найб.       | 10,5 м                                                                       | 10,5 м                                                                       |
| Водотоннажність надводна   | 7800 т                                                                       | 7800 т                                                                       |
| Озброєння                  |                                                                              |                                                                              |
| Торпедно- мінне озброєння  | Носові: 4 ТА калібру 533-мм, (27 торпед Mk-48)                               | Носові: 4 ТА калібру 533-мм, (27 торпед Mk-48)                               |
| Ракетне озброєння          | 12 вертикальних ПУ ракет «Томагавк»                                          | 12 вертикальних ПУ ракет «Томагавк»                                          |

«Аризона» (англ. USS Arizona (SSN-803)) - підводний човен типу «Вірджинія» V серії. Названий на честь штату Аризона.

## Історія створення
Підводний човен «Аризона» був замовлений 2 грудня 2019 року. 
Про назву човна повідомив міністр військово-морських сил США Томас Модлі 24 грудня 2019 .